# 민주당 전국위원회

민주당 전국위원회(Democratic National Committee, DNC)는 미국 민주당 (미국)의 주요 집행 지도부이다. 당헌장에 따르면 “전당대회 간 민주당 업무에 대한 총괄적 책임”을 지며, 특히 지방·주·전국 공직에 대한 전국 민주당 후보 지원 전략을 조율하고 창설 업무를 맡는다. "민주당 브랜드"를 만들고 민주당 플랫폼을 공식화한다. 정당 후보자에 대한 지원을 제공하지만 선출된 공무원에 대한 직접적인 권한은 없다.
DNC는 1848년 5월 26일 그 해 민주당 전당대회에서 설립되었다. DNC의 주요 상대는 공화당 전국위원회(Republican National Committee)이다.

## 같이 보기
- 공화당 전국위원회